# Ажгиревич, Артём Иванович
Артём Ива́нович Ажгире́вич (род. 18 августа 1976, Ташкент) — российский учёный, гражданский служащий. Ректор МАДИ (МАДГТУ) c 31.08.2023 года.

## Биография
Артём Иванович Ажгиревич родился 18 августа 1976 года в Ташкенте. Окончил Московское суворовское военное училище.

### Образование
- 2000 год — окончил Московскую академию экономики и права.
- 2009 год — обучался в ГОУ ВПО «Российская академия государственной службы при Президенте Российской Федерации»
- 2015 год — проходил профессиональную переподготовку в НИУ «Высшая школа экономики».

### Карьера
- 2007—2019 — первый заместитель исполнительного директора Союза машиностроителей России;
- 2012—2019 — исполнительный директор ассоциации «Лига содействия оборонным предприятиям»;
- 2019—2022 — заместитель председателя Правительства Тверской области[2];
- C января 2023 — и. о. (исполняющий обязанности) ректора МАДИ.
- С 31.08.2023 — Ректор МАДИ

### Научная деятельность
Область научной деятельности Ажгиревича — экология.
- 2002 год — защитил диссертацию на соискание учёной степени кандидата технических наук;
  - тема диссертации: «Интенсификация УФ-технологии обеззараживания воды для локализации негативных воздействий систем водоснабжения на окружающую среду»[3].

## Награды и звания
- 2014 год — почётное звание Министерства промышленности и торговли Российской Федерации «Почётный машиностроитель»
- 2014 год — медаль им. Мельникова Л. Г. Федеральной службы по экологическому, технологическому и атомному надзору Российской Федерации
- 2017 год — медаль им. конструктора стрелкового оружия М. Т. Калашникова Министерства промышленности и торговли Российской Федерации
- 2018 год — медаль ФСВТС «За отличие»
- 2020 год — почётная грамота Министерства обороны Российской Федерации
- 2020 год — медаль ордена «За заслуги перед Отечеством» II степени